# خارتافو
خارتافو (به لاتین: Khartaphu) یک کوه در نپال است که در تبت واقع شده‌است. خارتافو ۷٬۲۱۳ متر بالاتر از سطح دریا واقع شده‌است.